# Tyla Nathan-Wong
Tyla Nathan-Wong (Auckland, 1 juli 1994) is een Nieuw-Zeelands rugbyspeler.

## Carrière
Nathan-Wong won met de ploeg van Nieuw-Zeeland tijdens de Olympische Zomerspelen 2016 de Olympische zilveren medaille. Vijf jaar later in Tokio werd Nathan-Wong olympisch kampioen.
In 2018 werd zij samen met haar ploeggenoten in San Francisco wereldkampioen Rugby Seven.

## Erelijst

### Rugby Seven
- Olympische Zomerspelen:  2016
- Gemenebestspelen  2018
- Wereldkampioenschap  2018
- Olympische Zomerspelen:  2021